# Freimarkt
Der Begriff  Freimarkt (bzw. Frey-Markt) bezeichnet ursprünglich ein im Mittelalter meist von kirchlicher Seite oder vom Stadtmagistrat aus gewährtes Privileg für auswärtige Kaufleute, zu einem bestimmten Termin in einer Gemeinde oder Stadt Waren feilzubieten. (Das Wort feil stammt aus dem Althochdeutschen und bedeutet käuflich.)
Die frühesten Urkunden darüber stammen vom Anfang des 10. Jahrhunderts und begrenzten dieses Recht zunächst auf einen Termin pro Jahr.
Erst sehr spät – im 17. und vor allem 18. Jahrhundert – wurde dieses Recht aufgrund der wachsenden Macht von bürgerlichen Manufakturen und Händlern schrittweise um weitere Termine erweitert: Zunächst in Folge (z. B. 4. Sonntag nach Ostern), dann in gänzlicher Einschließung christlicher Termine (Ostern/Weihnachten) und als mehrtägige Märkte.
Ein sehr bekanntes Beispiel ist der Bremer Freimarkt in Norddeutschland, der seit dem Jahr 1035 stattfindet und sich im Laufe der Zeit zu einem wichtigen Volksfest (größtes in Norddeutschland mit über 4 Mio. Besuchern in 17 Tagen) gewandelt hat.
Weitere bekannte Freimärkte existieren in Hildesheim, Passau, Tamsweg u. v. m.
Der Begriff „Freimarkt“ selbst ist nicht auf den deutschsprachigen Raum beschränkt (z. B. niederländisch vrijmarkt) und erfährt durchaus Analogien in anderen Sprachen sowie historisch eine Ausweitung auf allgemeine politische bzw. ökonomische Zusammenhänge und Theorien z. B. über Freihandel (englisch free market), unterscheidet sich jedoch von der Ausprägung als Flohmarkt.